# Шабаново (Смоленский район)
Шабаново — деревня в Смоленском районе Смоленской области России. Входит в состав Пригорского сельского поселения. Население — 35 жителей (2010 год).
Расположена в западной части области в 3 км к югу от Смоленска, в 1,5 км южнее автодороги А141 Орёл — Витебск. В 11 км восточнее деревни расположена железнодорожная станция Тычинино на линии Смоленск — Рославль. 

## История
В годы Великой Отечественной войны деревня была оккупирована гитлеровскими войсками в июле 1941 года, освобождена в сентябре 1943 года.